# شيكو أنيسيو
شيكو أنيسيو (بالبرتغالية: Chico Anysio)، وُلد باسم فرانسيسكو أنيسيو دي أوليفيرا باولا فيليو (Francisco Anysio de Oliveira Paula Filho) في 12 أبريل 1931، وتوفي في 23 مارس 2012، كان ممثلًا وكوميديًا وكاتبًا وملحنًا برازيليًا بارزًا.

## المسيرة المهنية
يُعد شيكو أنيسيو أحد أعلام الكوميديا في البرازيل، واشتهر ببرامجه التلفزيونية التي قدّم خلالها عشرات الشخصيات الساخرة التي عكست هموم المجتمع البرازيلي ونقدت السياسة والثقافة بأسلوب فكاهي لاذع. امتدت مسيرته الفنية لأكثر من ستة عقود، وأثرى خلالها المشهد التلفزيوني والإذاعي والكتابي في البلاد.
إلى جانب التمثيل، كتب أنيسيو العديد من النصوص الساخرة، كما ألّف أغانٍ وعمل ملحنًا، مما أضفى على أعماله طابعًا فنيًا متكاملًا جمع بين الكوميديا والموسيقى والنقد الاجتماعي.

## أشهر شخصياته وأعماله التلفزيونية
اشتهر شيكو أنيسيو بقدرته على تقمص عدد هائل من الشخصيات الكوميدية، حيث ابتكر أكثر من 200 شخصية مختلفة طوال مسيرته الفنية، وقدمها عبر مجموعة من أشهر البرامج التلفزيونية البرازيلية، لا سيما في Rede Globo.
من بين أبرز شخصياته:
- الأستاذ رايموندو (Professor Raimundo): معلم ساخر يترأس صفًا مليئًا بالشخصيات الهزلية، وحقق نجاحًا جماهيريًا واسعًا من خلال برنامج "Escolinha do Professor Raimundo".
- ألبيرتو روبيرتو (Alberto Roberto): مقدم برامج مغرور وساخر من الإعلام التلفزيوني.
- سالومينيو (Salomé): امرأة مسنّة مناهضة للحكومة، تتميّز بأسلوب هجومي ساخر في التعليق على الأحداث السياسية.
- كاسيو غابوس مينديس (Pantaleão): شيخ هزلي يتحدث باللهجة الشمالية ويخلط الدين بالحياة اليومية.

ومن أشهر أعماله التلفزيونية:
- برنامج Chico City – برنامج سيتكومي شهير عرض في السبعينات والثمانينات، قدم فيه عددًا من شخصياته في قالب مدني خيالي.
- برنامج Estados Anysios de Chico City – تناول فيه شخصيات تمثل ولايات البرازيل المختلفة.
- برنامج Zorra Total – شارك فيه خلال سنواته الأخيرة عبر شخصيات قصيرة وكوميدية.

عُرف أنيسيو بقدرته على محاكاة اللهجات البرازيلية المختلفة بدقة، مما أكسب شخصياته مصداقية وأثرًا شعبيًا واسعًا.

## الوفاة
توفي شيكو أنيسيو في 23 مارس 2012 عن عمر ناهز 80 عامًا، بعد معاناة طويلة مع المرض، وخلف وفاته موجة من الحزن في الأوساط الفنية والثقافية البرازيلية.